# Кроче, Джованни
Джованни Кроче (итал. Giovanni Croce), или Далла Кроче (итал. Dalla Croce), Дзуанне Кьозотто (итал. Zuanne Chiozotto); 1557, Кьоджа — 15 мая 1609, Венеция) — итальянский композитор позднего Возрождения и раннего барокко, представитель Венецианской школы. Был, в частности, известен как мадригалист, имел большое влияние на развитие канцонетты.

## Биография
Джованни Кроче родился в Кьодже, рыболовном городе на берегу Адриатического моря в 25 километрах южнее Венеции, от которого происходит его имя Кьозотто (Chiozotto). Был учеником своего земляка Джозеффо Царлино, который в 1565 году ввёл Кроче в качестве певчего в капеллу собора Сан-Марко. Возможно, Царлино нашёл его в хоре кафедрального собора Кьоджи и забрал в Сан-Марко.
Рукоположенный в сан священника ранее 1585 года, Кроче всегда принадлежал к церкви Санта-Мария-Формоза, но параллельно был кантором Сан-Марко.
С 1593 года ему была доверена музыкальная подготовка детей в семинарии с дополнительной платой в 10 дукатов. В 1595 году, после смерти Царлино, был назначен вице-капельмейстером Сан-Марко.
Принадлежал к прогрессивному течению венецианской композиторской школы, которую возглавлял Бальдассаре Донато (во главе консервативной стоял Царлино).
Когда умер Донато, тогдашний капельмейстер собора, прокуратор Федерико Контарини выразил желание искать нового маэстро за пределами Венеции, но дож Марино Гримани настоял на объявлении обычного конкурса. Кроче выиграл и 13 июля 1603 года занял эту важную должность. Известно, что через два года после этого Кроче написал реквием на смерть этого дожа, но других сведений о произведении не сохранилось.
В 1607 году ему был назначен помощник, Бартоломео Морезини, поскольку Кроче был болен и страдал подагрой. Два года спустя, 15 мая 1609 года, скончался в Венеции.
Во время его руководства музыкальный уровень капеллы снизился, а при его преемнике Джулио Чезаре Мартиненго она пережила времена наибольшего своего упадка. Восстановить её высокое качество смог лишь Клаудио Монтеверди, который сменил Мартиненго в должности капельмейстера в 1613 году.

## Музыка и влияние

### Духовная музыка
Кроче написал меньше многохорной музыки, чем Андреа и Джованни Габриели, и, хотя и оставил большое количество произведений для четырёх хоров, написанных для Фердинанда Австрийского (будущего императора Фердинанда II) и несколько тройных хоров на псалмы (один сохранился), его творчество сегодня не является известным. Однако в своё время он был знаменитым и имел большое влияние на музыку как в Италии, так и за рубежом.
Как автор духовной музыки, он был частью консервативным, писал cori spezzati в манере Адриана Вилларта и пародийные мессы, более похожие на музыку композиторов Римской школы. Однако впоследствии он создал несколько композиций в новаторском стиле кончертато, который был попыткой объединить нововведения Виаданы с величественным венецианским многохорным стилем. Это посмертный сборник Sacre Cantilene Concertate 1610, для 3, 5 или 6 голосов соло, continuo и 4 голосов инструментального сопровождения (Ripieno), который может быть увеличен по собственному усмотрению — очевидно, в разных частях храма. Духовная музыка Кроче большей частью написана для двойного хора: три мессы, две книги мотетов и музыка для Третьего часа, Утрени и Вечерни. Большинство его произведений технически простые, из-за чего многие из них остались популярными среди любителей. Сборник мотетов на 4 голоса 1597 года явно предназначен для малочисленных церковных хоров.
Он был среди первых, кто публиковал партитуры с continuo, множество его сборников для двойных хоров казалось или Basso per sonare nell’organo (басом, чтобы играть на органе) или 'Partidura' (или Spartidura) (партитурой), в которых указывалось басо-континуо для обоих хоров.
Стилистически Кроче был скорее под влиянием Андреа Габриели, чем его племянника Джованни, хотя они и были ближе друг другу по возрасту (Габриэле примерно на два года старше). Кроче предпочитал эмоциональную невозмутимость, ясность Палестрины и в целом более лёгкий характер музыки Андреа.

### Светская музыка
Особенно важную роль сыграл Кроче в развитии канцонетты и мадригальной комедии. Он создал большое количество легкоиграемых, популярных и часто весёлых канцонетт. Некоторые из его сборников сатиричны (например, музыка к смешным сценам на венецианском карнавале «Остроумные и смешные маски для карнавала» (Mascarate piacevoli et ridicolose per il carnevale), 1590), некоторые написаны на диалекте.
Кроче был одним из первых композиторов, кто стал пользоваться термином каприччо — в заголовке к одной из канцонетт из сборника Triaca musicale (Музыкальная панацея) 1595 года. Оба сборника (с Mascarate piacevoli) предназначены для пения в костюмах и масках на венецианском карнавале.
Его канцонетты и мадригалы имели очень большое влияние в Нидерландах и Англии, где они были переизданы во второй книге Musica transalpina (1597), одном из сборников, которые инициировали там манию компоновки мадригалов. Музыка Кроче была популярна в Англии, а Томас Морли особо выделял его как главного композитора (master composer). Более того, Кроче, видимо, имел наибольшее влияние на Морли. Джон Доуленд также был под значительным влиянием Кроче, даже посетил его в Италии.